# Ricardo dos Santos (atleta)
Vítor Ricardo dos Santos Soares (Lisbona, 18 dicembre 1994) è un velocista portoghese, specializzato nei 400 metri piani.

## Biografia
Ai campionati europei di Berlino 2018, con il tempo di 45"14 in semifinale, ha stabilito il nuovo record nazionale portoghese nei 400 metri piani.
Ha rappresentato il Portogallo ai Giochi olimpici di Tokyo 2020, dove è stato eliminato in batteria nei 400 metri piani.

## Palmarès
| Anno | Manifestazione             | Sede       | Evento        | Risultato  | Prestazione | Note                                     |
| ---- | -------------------------- | ---------- | ------------- | ---------- | ----------- | ---------------------------------------- |
| 2012 | Mondiali U20               | Barcellona | 400 m piani   | Batteria   | 48"93       |                                          |
| 2014 | Europei                    | Zurigo     | 400 m piani   | Semifinale | 45"74       | Record nazionale                         |
| 2015 | Europei U23                | Tallinn    | 400 m piani   | Batteria   | 46"51       |                                          |
| 2015 | Europei U23                | Tallinn    | 4×100 m       | Batteria   | dq          |                                          |
| 2018 | Giochi del Mediterraneo    | Tarragona  | 400 m piani   | 7º         | 46"64       |                                          |
| 2018 | Europei                    | Berlino    | 400 m piani   | 7º         | 45"78       |                                          |
| 2018 | Campionati ibero-americani | Trujillo   | 400 m piani   | Bronzo     | 46"45       |                                          |
| 2019 | Giochi europei             | Minsk      | 4×400 m mista | Bronzo     | 3'19"63     | [ 3 ]                                    |
| 2019 | Giochi europei             | Minsk      | The Hunt      | Semifinale | 4'34"24     | [ 3 ]                                    |
| 2021 | Europei indoor             | Toruń      | 400 m piani   | Batteria   | 48"06       |                                          |
| 2021 | World Relays               | Chorzów    | 4×400 m mista | Batteria   | 3'21"51     | Miglior prestazione personale stagionale |
| 2021 | Giochi olimpici            | Tokyo      | 400 m piani   | Batteria   | 46"83       |                                          |
| 2022 | Europei                    | Monaco     | 4×400 m       | Batteria   | 3'03"59     | [ 4 ]                                    |
| 2023 | Mondiali                   | Budapest   | 4×400 m mista | Batteria   | 3'15"75     |                                          |
| 2024 | Mondiali indoor            | Glasgow    | 4×400 m       | Finale     | dq          | [ 5 ]                                    |
| 2024 | World Relays               | Nassau     | 4×400 m mista | Batteria   | 3'17"56     |                                          |
| 2024 | Europei                    | Roma       | 4x400 m       | 6º         | 3'01"89     |                                          |
| 2025 | World Relays               | Guangzhou  | 4x400 m       | 7º         | 3'04"52     |                                          |